# شيكاغو كابز
شيكاغو كابس أو (بالإنجليزية: Chicago Cubs)‏ هو فريق كرة قاعدة أمريكي للمحترفين، مقره الجانب الشمالي من مدينة شيكاغو، بولاية إلينوي. لعب الفريق أولى مبارياته عام 1870 تحت اسم شيكاغو وايت ستوكينجز، إلى أن تغير اسمه الرسمي إلى مسماه الحالي شيكاغو كابز في موسم 1907. ينافس الفريق بدوري كرة القاعدة الأمريكي بالقسم الأوسط. ويعتبر أقدم نادى رياضي أمريكي عامل حاليا، ولا يزال قائم بنفس المدينة خلال كامل تاريخه.